# Cabo Oriental
Cabo Oriental é uma província da África do Sul, situada na costa sul do país. Foi formada em 7 de maio de 1994 a partir da região oriental da província do Cabo e dos antigos bantutões de Transquei e Cisquei. A sua capital é a cidade de Bhisho.
Esta província considera-se a pátria dos xossas, onde nasceram vários importantes sul-africanos, como Nelson Mandela e Thabo Mbeki.
O Cabo Oriental tem uma área de 168 966;km² e uma população (em 2011) de 6 562 053 habitantes.

## Subdivisões
A província está dividida em um município metropolitano e seis municípios distritais, que por sua vez se subdividem em 38 municípios locais e uma zona de gestão distrital.
Para além da capital, Bhisho, outras importantes cidades são Porto Elizabeth, Londres Oriental e Grahamstown.